# 孙子兵法

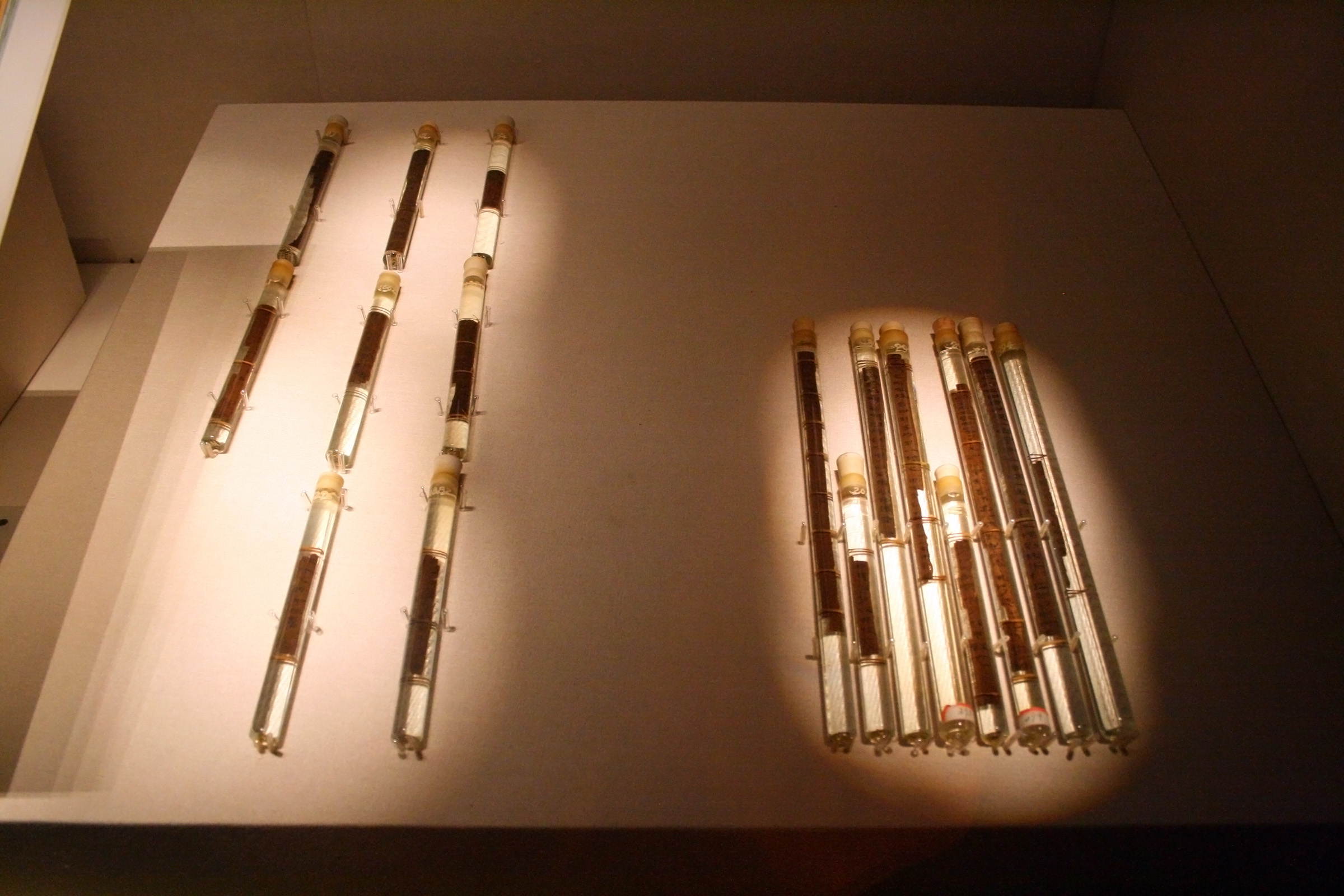
1972年于山东省临沂市银雀山汉墓出土的《孙子兵法》竹简，现藏于山东博物馆

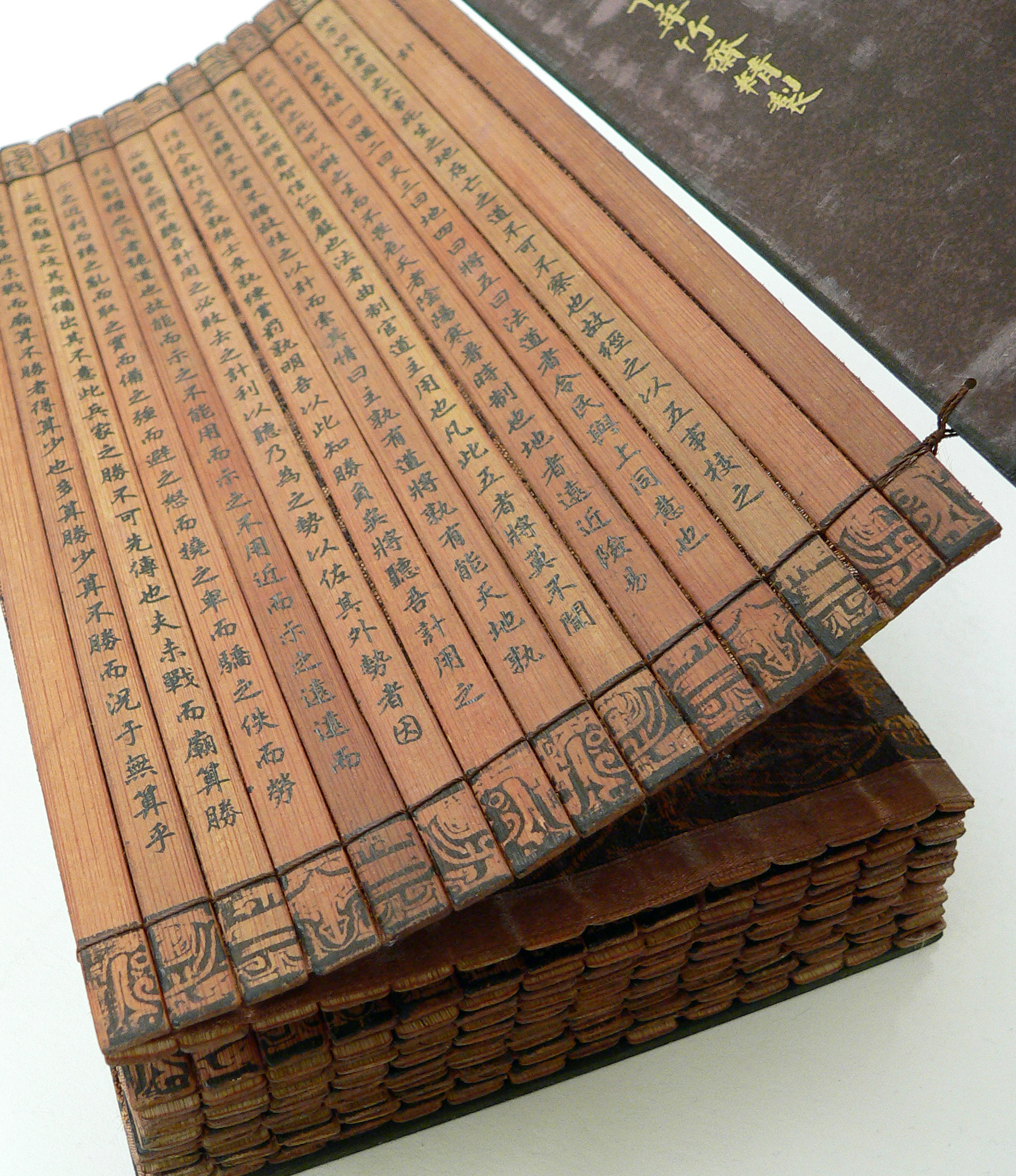
《孫子兵法》譯本竹簡，為河濱加利福尼亞大學藏書

《孫子兵法》，即《孫子》，又稱作《武經》《兵經》《孫武兵法》《吳孫子兵法》，是中國古代的兵書，作者為春秋末期的齊國人孫武（字長卿）。一般認為，《孫子兵法》成書於專諸刺吳王僚之後至闔閭三年孫武見吳王之間，也即前515至前512年，全書為十三篇，是孫武初次見面贈送給吳王的見面禮；事見司馬遷《史記》：「孫子武者，齊人也，以兵法見吳王闔閭。闔閭曰：子之十三篇吾盡觀之矣」。
《孫子兵法》是世界上最早的兵書之一，被奉為中國兵家經典，是中国最高的战争哲学，也是作战原理的经典。後世的兵書大多受到它的影響，對中國的軍事學發展影響非常深遠。它也被翻譯成多種語言，是在世界軍事史上具有重要地位的著作。

## 體例
全書共分十三篇，主要論述了軍事學的主要問題，對當時和現在的戰爭經驗進行了總結，提出了一些著名的革命性軍事問題，並且揭示了一些具有普遍意義的軍事規律。
1. 始計第一（原篇名應作「計」）
2. 作戰第二
3. 謀攻第三
4. 軍形第四（原篇名應作「形」）
5. 兵勢第五（原篇名應作「勢」）
6. 虛實第六
7. 軍爭第七
8. 九變第八
9. 行軍第九
10. 地形第十
11. 九地第十一
12. 火攻第十二
13. 用間第十三

據银雀山汉墓出土的竹簡《孫子兵法》佚文，篇名尚有：
1. 〈吳問〉
2. 〈四變〉（原無篇名，由竹簡整理者據文義補擬）
3. 〈黃帝伐赤帝〉
4. 〈地形二〉（殘缺過甚。原篇名作「　刑二」，竹簡整理者認為缺字為「地」）
5. 〈見吳王〉（部分文字無法排比接續。原無篇名，由竹簡整理者據文義補擬）
6. 〈程兵〉（僅存5字。據高友謙《銀雀山漢簡「程兵」考釋》，〈積疏〉、〈五度九奪〉兩篇同屬該篇的文章，共計402字）

另外清代學者畢以珣《孫子敘錄》也收入了傳世文獻中留存的《孫子》佚文。

## 特色
- 太極的思想

「形兵之極，至於無形」（〈虚实〉篇）
- 慎戰的思想

「亡国不可以复存，死者不可以复生, 故明君慎之」（〈火攻〉篇）
- 全爭的思想

「必以全爭於天下，故兵不頓而利可全」（〈谋攻〉篇）
- 先勝的思想

「勝兵先勝而後戰，敗兵先戰而後求勝。」，「昔之善戰者，先為不可勝，以待敵之可勝」（皆〈形〉篇）
- 推演的思想

「多算胜，少算不胜，而况于无算乎！」（〈始计〉篇）

## 兵法概述
- 孫子認為戰爭是國家大事，關係國家生死存亡，不可不研究明察。（兵者，國之大事，死生之地，存亡之道，不可不察也。）
- 嚴格說來，孫子是一個“慎戰者”，这里的战特指正面战场上的军事行为以及战斗。原因在於戰爭是資源消耗戰（日費千金）、是不得已而為之，而且正面战场的战斗，即使能够击溃敌军，己方的损失也是不可避免的。最佳的勝利就是不戰而勝，也就是不通过正面战斗，而通过其他的方法来对敌军进行消耗从而击溃敌人（善戰者，不戰而屈人之兵；或全國為上，破國次之）。
- 孫子最早在兵法上提出軍事情報的重要性，他主張知彼知己，百戰不殆；不知彼而知己，一勝一負；不知彼不知己，每戰必殆。一方面要用各種方法（包括派間諜）獲取、探取敵方軍情、軍力、部署、動向、補給，同時將本身的軍情嚴格保密，或發放假軍情，虛虛實實，詐騙敵方，令敵方信假為真。
- 孫子強調備戰。（故用兵之法，勿恃敵之不來，恃吾有以待之；勿恃敵之不攻，恃吾有所不可攻也。）
- 孫子說最上等的作戰是運用謀略，其次是運用外交手段，再其次是動用軍事行動，最下等的作戰是強攻城池。（上兵伐謀；其次伐交；其次伐兵；其下攻城。）
- 孫子時常有譬喻式的描述，諸如他注重勢與節（集量與時機的作戰計畫），形容前者如湍急河水上的漂石，後者如飛鳥攻擊獵物；其中最有名者，乃後來被武田信玄所使用的風林火山之旗：「其疾如風，其徐如林，侵掠如火，不動如山，難知如陰，動如雷霆。」
- 孫子主張，戰爭的勝利在於敵方露出破綻，有可趁之機。
- 孫子主張，用兵在於正奇相用（凡戰者，以正合，用奇勝。）：正可視之為按牌理出牌，奇可視為不按牌理出牌，這兩者沒有一定規則，不需拘泥。後，在《李衛公問對》裡面，唐太宗特別問李靖正奇之間的比例，李靖回答沒有一定。
- 孫子主張，戰場上的情況只有帶兵的將領了解，明知道進攻會失敗，故就算君主下令進攻也要思考違抗「將在外，君命有所不受。」
- 談到對敗兵的處置，特別主張「留其退路」，以避免絕地反撲。所以孫子主張：窮寇莫追，圍師必闕。
- 孫子指善用兵者行軍時重視軍隊各位置的相互照應，要像率然（一種蛇類）一樣可以首尾相救應。
- 戰場局勢，類似出奇兵原則，孫子也主張「投之亡地然後存，陷之死地然後生」，意味要考量部隊特色，適時激勵拼死一搏的氣勢。這一點在後來漢韓信井陘之戰背水一戰大破趙國陳餘時使用。
- 孫子認為兵無常勢，就好像水一樣，形勢不同，所以可以因敵人的變化，而取得勝利，方能用兵如神。（故兵無常勢，水無常形；能因敵變化而取勝者，謂之神。）

## 編撰過程
孫武原是齊國人，後來輾轉到吳國。當時適逢公子光政變夺取王位，是為吳王闔閭，伍員聽說其才能，向吳王推薦，孫武就帶著這13篇晉見吳王，獲得重用。後，吳王進攻楚國，將領就是孫武與伍員。

## 爭議

### 作者
自《孫臏兵法》從東漢末年失傳後，以致其書的存在成為一樁歷史懸案，與孫武之書發生了糾葛。從北宋以來，就有部分學者懷疑《孫子兵法》並非孫武所著，如下：
後來隨著1972年4月10日山东省临沂銀雀山出土的漢簡（同時在西漢墓葬中出土《孫子兵法》、《孫臏兵法》各一部）才基本了結此案。雖然孫武即作者基本已無法动摇，但關於《孫子兵法》的作者和成書問題的爭論仍未停止，之後仍有如李零、楊丙安、陳彭則、郭化若、徐亞軍等，提出認為《孫子兵法》奠基於春秋，基本完成於戰國，定型於秦漢，不排除孫臏參與了整理《孫子》的可能性之說，于汝波提出《孫子兵法》在春秋末期已成書，其後校理是在《孫子》已經成書的基礎上進行的，朔雪寒則總結論點，確認《孫子》成於春秋，孫武即作者無誤。

### 內容
《漢書·藝文志》記載：「兵權謀家吳孫子兵法八十二篇，圖九卷」。八十二篇中的十三篇著於見吳王前；見吳王後又著問答多篇。晚至唐代，流傳的孫子兵法共三卷，其中十三篇為上卷，還有中下二卷。《孫子兵法》註家杜牧認為，曹操將八十二篇孫子兵法刪節為十三篇；但其他註家認為十三篇出自孫武本人，不是曹操刪節的結果。
1979年，考古學家於青海省大通縣上孫家寨115號漢墓發掘出土約400枚木簡，其中有許多兵書竹簡。〈上孫家寨漢簡．四〉竹簡則記載有：「孫子曰：夫十三篇……」字樣，此一實物強化了《孫子兵法》原本就是十三篇，也就只有十三篇的觀點。:115
1996年前夕陝西人張敬軒宣稱有家傳的孫武兵法八十二篇，但經軍事科學院戰爭理論和戰略研究部少將研究員于汝波（2006年5月14日逝世）率領一眾軍事科學院中國古代軍事思想研究室的人員一同研究驗證，斷定張氏孫武兵法八十二篇為造假。

## 版本

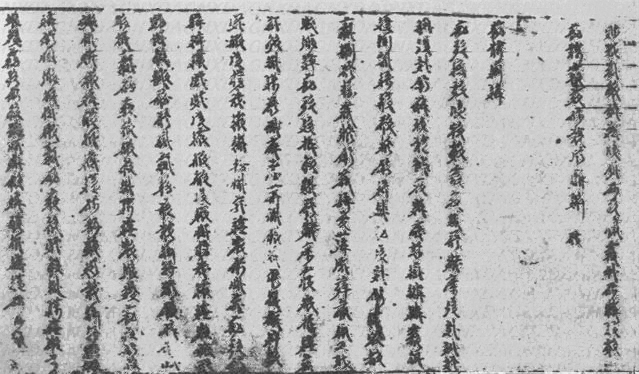
西夏文的草書《孫子兵法》局部，藏于寧夏檔案館